# PPAP (Pen-Pineapple-Apple-Pen)
«PPAP (Pen-Pineapple-Apple-Pen)» (яп. ペンパイナッポーアッポーペン Penpainappōappōpen) (с англ. — «Ручка-ананас-яблоко-ручка») — песня японского комедианта Pikotaro  (яп. ピコ太郎 Piko Tarō), известного также как Даймао Косака  (яп. 古坂大魔王 Kosaka Daimaō); реальное имя Кадзухито Косака  (яп. 古坂和仁 Kosaka Kazuhito). Песня вышла 7 октября 2016 года на лейбле Avex Music Creative и стала вирусным хитом в мировых чартах.Также эта песня приобрела известность благодаря множеству переделок её в Интернете.

## История
Сингл получил от средств массовой информации статус нового «Gangnam Style».
Песня получила множество пародий и ремиксов от разных исполнителей, включая Николая Баскова и Ивана Урганта. Одним из самых популярных стал ремикс в исполнении Рюка, персонажа аниме «Тетрадь смерти». 26 сентября Piko Taro выпустил видео о том как надо танцевать и жестикулировать под его новую песню.
На запись певец потратил всего 100 тыс. японских иен (около $1000).
Песня дебютировала в американском хит-параде Billboard Hot 100 на позиции № 77 и стала самой короткой в истории чарта (45 секунд). Предыдущий рекорд принадлежал песне «Little Boxes» в исполнении американской фолк-группы The Womenfolk, которая заняла 83-е место в 1964 году и имела продолжительность 72 секунд.
Песня занесена в Книгу рекордов Гиннесса.
4 ноября 2016 года в Токио открыли кафе Pen-Pineapple-Apple-Pen, где подают блюда, в состав которых входят ананасы и яблоки, и бургеры под названием PPAPan. Ожидается, что кафе будет работать около двух недель.

## Текст песни
PPAP (Pen-Pineapple-Apple-Pen)
I have a pen, 

I have an apple, 

Uh! Apple pen! 

I have a pen, 

I have pineapple, 

Uh! Pineapple pen! 

Apple-pen, 

Pineapple-pen, 

Uh! Pen-pineapple-apple-pen! 

Pen-pineapple-apple-pen!

Приблизительный перевод с английского

У меня есть ручка, 

у меня есть яблоко 

О! Яблоко-ручка! 

У меня есть ручка, 

у меня есть ананас 

О! Ананас-ручка! 

Яблоко-ручка, ананас-ручка. О! 

Ручка-Ананас-Яблоко-Ручка! 

Ручка-Ананас-Яблоко-Ручка! 

## Музыкальное видео
Музыкальное видео вышло 25 августа 2016 года. Певец Джастин Бибер поделился им в своем твиттере, назвав ролик своим любимым видео в интернете. Также на самом канале Piko Taro есть более длинная версия где имеется танец к этой песне, т.е. разучивание, сам клип длится уже 159 секунд или 2 минуты 40 секунд. Также в этом «LONG» клипе он кроме PPAP, добавил сочетание LpAP (Long pen Apple-Pineapple), но в конце все равно получился первоначальный вариант PPAP.

## Позиции в чартах

### Еженедельные чарты
| Чарт (2016)                                       | Высшая позиция |
| ------------------------------------------------- | -------------- |
| Япония (Japan Hot 100)                            | 1              |
| Азия (Asia Pop 40)                                | 19             |
| Бельгия/Фландрия (Ultratip Bubbling Under)        | 5              |
| Канада (Canadian Hot 100)                         | 36             |
| Венгрия (Single Top 40)                           | 29             |
| South Korean Digital Songs (Overseas) (Gaon)      | 22             |
| США Billboard Hot 100                             | 77             |
| США Billboard Bubbling Under Hot 100              | 2              |
| США Billboard Dance/Electronic Digital Song Sales | 37             |

### Годовые итоговые чарты
| Чарт (2016)            | Позиция |
| ---------------------- | ------- |
| Япония (Japan Hot 100) | 6       |